# ريان أوينز (دراج)
ريان أوينز (بالإنجليزية: Ryan Owens) هو دراج بريطاني، ولد في 29 سبتمبر 1995 في ليدز في المملكة المتحدة.

## وصلات خارجية
- ريان أوينز على موقع الاتحاد الدولي للدراجات (الإنجليزية)
- ريان أوينز على موقع أرشيف الدراجات (الإنجليزية)
- ريان أوينز على موقع CycleBase (الإنجليزية)
- ريان أوينز على موقع اللجنة الأولمبية الدولية (الإنجليزية)
- ريان أوينز على موقع أوليمبيديا (الإنجليزية)
- ريان أوينز على موقع اللجنة الأولمبية البريطانية (الإنجليزية)